# روبرت بينهام (سياسي)
روبرت بينهام هو سياسي أمريكي، ولد في 17 نوفمبر 1750، وتوفي في 6 فبراير 1809. انتخب عضو مجلس نواب أوهايو ‏.